# 3723 Voznyeszenszkij
A 3723 Voznyeszenszkij (ideiglenes jelöléssel 1976 GK2) a Naprendszer kisbolygóövében található aszteroida. Nyikolaj Sztyepanovics Csernih fedezte fel 1976. április 1-jén.